# Barcis
Barcis (Barcis in friulano, Barce nella variante locale) è un comune italiano di 231 abitanti del Friuli-Venezia Giulia.

## Geografia fisica

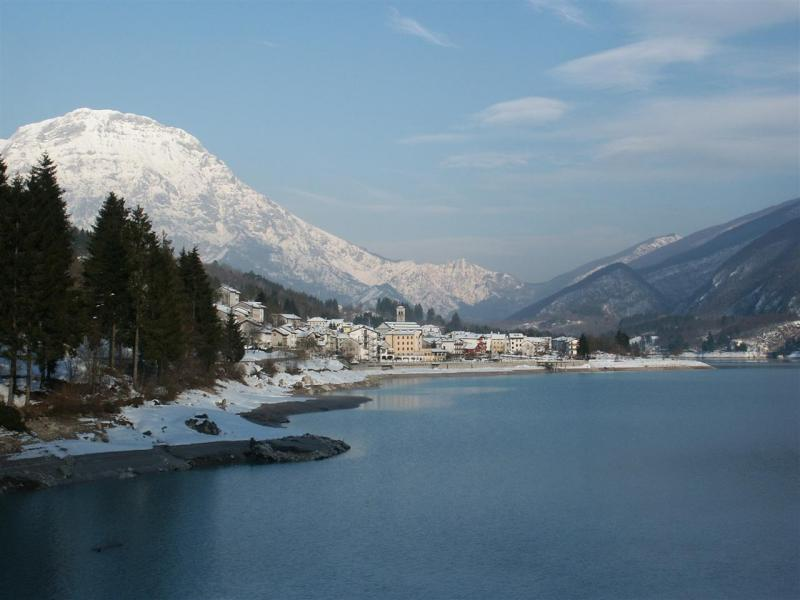
Barcis e il suo lago.

Barcis sorge a 409 m s.l.m. nel cuore della Valcellina, nelle Dolomiti friulane, sulle rive dell'omonimo lago artificiale. La conca dove si trovano il paese e le sue frazioni è chiusa a nord dal monte Resettùm (2067 m), a ovest dai monti Crep Nudo (2207 m) e Messer (2230 m), a sud dai monti Cavallo (2251 m) e Cjastelât (1641 m), a est dai monti Raut (2026 m) e Fara (1342 m).

## Origini del nome
L'ipotesi più probabile è che derivi da barc, termine dell'attigua area alto-veneta che significa "capanna, tettoia" (Barcis sarebbe un plurale). Poco plausibile la teoria del poeta Giuseppe Malattia della Vallata, ripresa poi dallo studioso di toponomastica Cornelio Cesare Desinan, che vi legge il friulano barce "imbarcazione", ovvero "conca, avvallamento".

## Storia
Barcis compare per la prima volta in una bolla papale del 13 dicembre 1182, con la quale Lucio III, per arginare le usurpazioni condotte da Ezzelino II da Romano, poneva sotto la sua protezione l'abbazia di Sesto al Reghena. Tra i possedimenti di quest'ultima figurava anche la pieve di Barcis, all'epoca termine collettivo con cui si indicava tutta la bassa val Cellina, dalla stretta di Mezzocanale sino alla forcella detta, non a caso, di Pala Barzana. Entro questo territorio sorgevano diversi villaggi, tra cui Andreis e lo scomparso villaggio di Cellis, sede della pieve di San Giorgio.
L'abate di Sesto godeva del potere temporale, mentre al vescovo di Concordia spettava il potere spirituale. Entrambi erano inoltre intestatari di diverse proprietà, sebbene concentrate in settori diversi: una bolla di Urbano III del 1189 cita «circa XXX mansos» del vescovo, localizzati principalmente dove poi sorgerà l'odierna Barcis, mentre una bolla di Gregorio IX del 1236 ricorda solo due mansi dell'abate, posti lungo le pendici del monte Lupo.
Nel 1257 l'abate infeudava questi poderi al nobile Varnerio di Montereale. Pur trattandosi di proprietà piuttosto modeste, esse dimostrano l'interesse dei signori di Montereale per la val Cellina e in particolare per la strada che collegava il Friuli con il Cadore e il Nord Europa. La stipula avvenne, non a caso, in un momento di gravi attriti politici. Documenti redatti una ventina di anni dopo dimostrano come l'abbazia di Sesto non avesse più proprietà nella vallata, mentre le mantenevano i vescovi di Concordia e gli stessi Montereale.
A cavallo tra Due e Trecento scoppiò una disputa che oppose le famiglie da Spilimbergo e da Polcenigo sulle investiture che i vescovi avevano assegnato loro a Barcis, che si risolse solo con la morte di uno dei due contendenti, Valterpertoldo da Spilimbergo.
Questo clima di tensioni, sommato al malgoverno del vescovo e dell'abate oltre che alla gravosa tassazione a cui erano sottoposti i mansi, non favorì il popolamento del territorio e negli anni successivi i vescovi si impegnarono per rilanciare lo sviluppo dell'area. Un evento particolarmente significativo si svolse nel 1327, di cui abbiamo una testimonianza scritta da Francesco di Pinzano nel 1339. In quell'anno il vescovo di Concordia Artuico di Castello svolse una processione accompagnato da una trentina di notabili, tra cui esponenti dei da Montereale, alla cappella di San Daniele; successivamente scese in villam de Barzis dove, dopo aver presieduto un processo attorno a una rissa tra clautani, istituì un mercato libero da tenere nel giorno della festa di San Daniele. Così facendo il prelato sottolineava la propria autorità spirituale e temporale sul territorio di Barcis e tentava di favorirne lo sviluppo economico. Il documento è di particolare rilievo anche perché, per la prima volta, il toponimo Barcis non viene più usato per indicare un territorio, ma uno specifico villaggio, segno che Cellis e la sua pieve erano state abbandonate (sembra perché minacciate da una frana).
Fu distrutta da un incendio nel 1606 una prima volta e una seconda durante la guerra nel 1944.
Nel novembre del 1917 fu al centro di aspri combattimenti tra le truppe italiane e quelle tedesche, difesa specialmente dal battaglione alpini Val d'Arroscia.
Nel 1954 per scopi idroelettrici venne costruita la diga che determinò la formazione del lago che con il suo surreale color verde smeraldo caratterizza questa piccola località turistica.

## Monumenti e luoghi d'interesse

### Architetture religiose
- Chiesa parrocchiale di San Giovanni Battista, risalente al XVI secolo e rimaneggiata nel XIX secolo.
- Chiesetta di San Francesco, risalente al XVIII secolo, fu edificata in località Ribe dagli abitanti per difendersi dagli animali, in particolare dal lupo.
- Chiesetta di San Giorgio, risalente all'VIII secolo, fu edificata in località Roppe e distrutta da una frana nel 1392. Quella attuale è una riedificazione settecentesca.
- Cappella di San Daniele del Monte, edificata intorno al 1240, fu colpita da un fulmine nel 1806. Attualmente ne sono visibili i resti, testimonianza della sua antichità.
- Chiesetta degli Alpini in località Cuol.[9]

### Architetture civili
- Palazzo Centi, risalente al XVII secolo. Sicuramente l'edificio di maggior pregio storico e architettonico del paese, unisce gli elementi propri dello stile rustico della Valcellina con quelli dell'architettura veneziana. Sulla facciata principale vi è un doppio loggiato, ad arco ribassato nel piano terra, ad arco a tutto sesto nel piano superiore. È costruito in pietra viva talvolta rusticamente disposta, e ha una struttura assai raffinata anche se priva di orpelli[10].

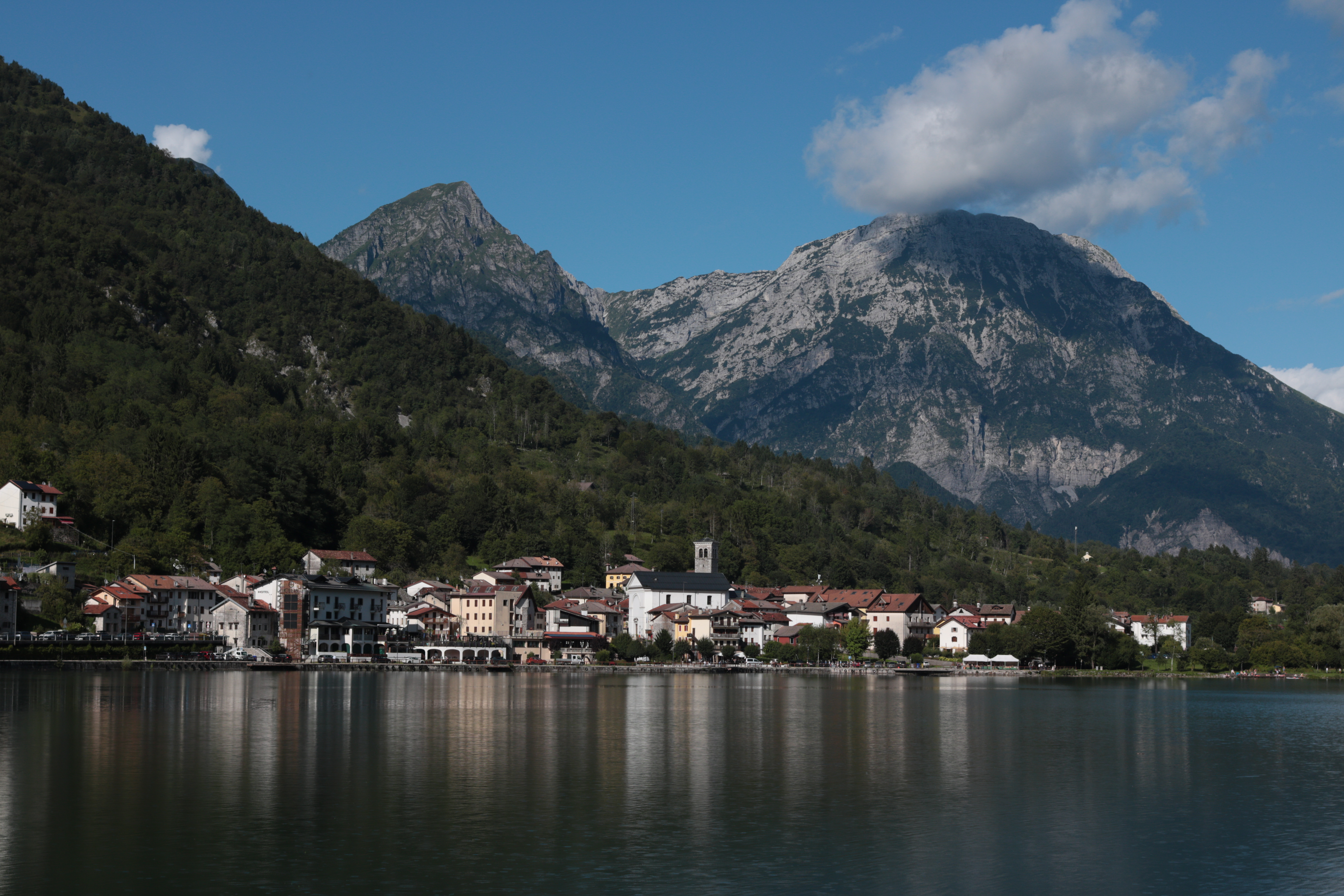
Barcis vista da SW

- Barcis vista da SWDiga, costruita tra il 1952 e il 1954, è tuttora percorribile[11].

### Luoghi naturali
- Lago Aprilis o Lago di Barcis.

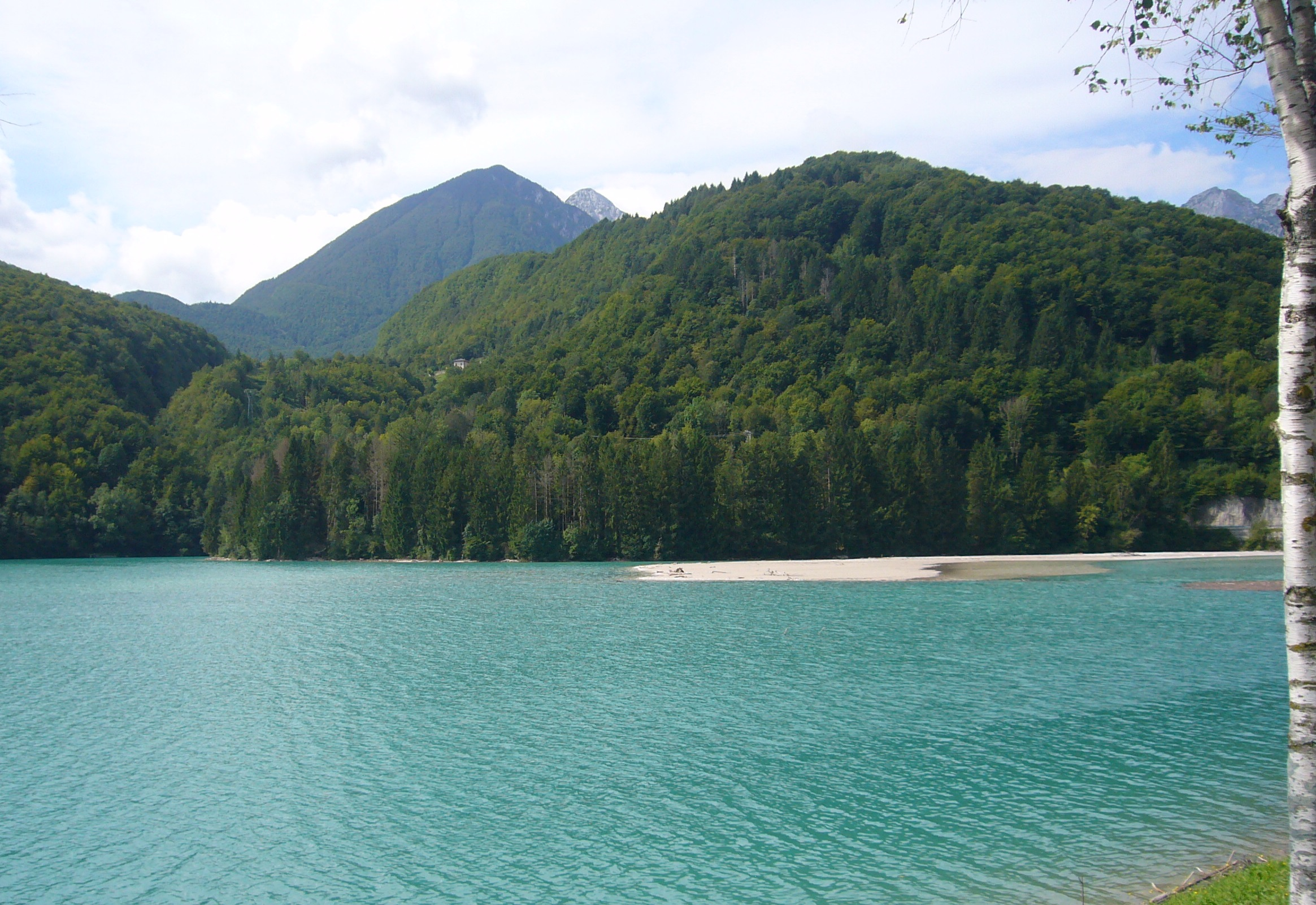
Il lago

- Riserva naturale Forra del Cellina.
- Grotta Bus de la volpe.
- Parco regionale del Prescudin.
- Luogo di ritrovamento del meteorite di Barcis (pallasite, 1953).[12].

### Altro
- Una interessante meridiana ad affresco sulla facciata dell'antica osteria "Aquila nera" al centro di Barcis, opera dell'artista pordenonese Pierino Sam (1921-2010), raffigura assieme ai numeri delle ore, ai segni dei solstizi ed equinozi anche l'aquila, la solenne abitatrice dei cieli friulani e delle cime spoglie erte e rocciose che corcondano il meraviglioso abitato lungo le sponde del lago che riceve le verdi e azzurre acque fresche ed impetuose dei dirupi.
- Il ponte tibetano lunga 55 metri permette di attraversare la forra naturale del Cellina e godere di una vista unica dell'ambiente e del canyon.

## Itinerari

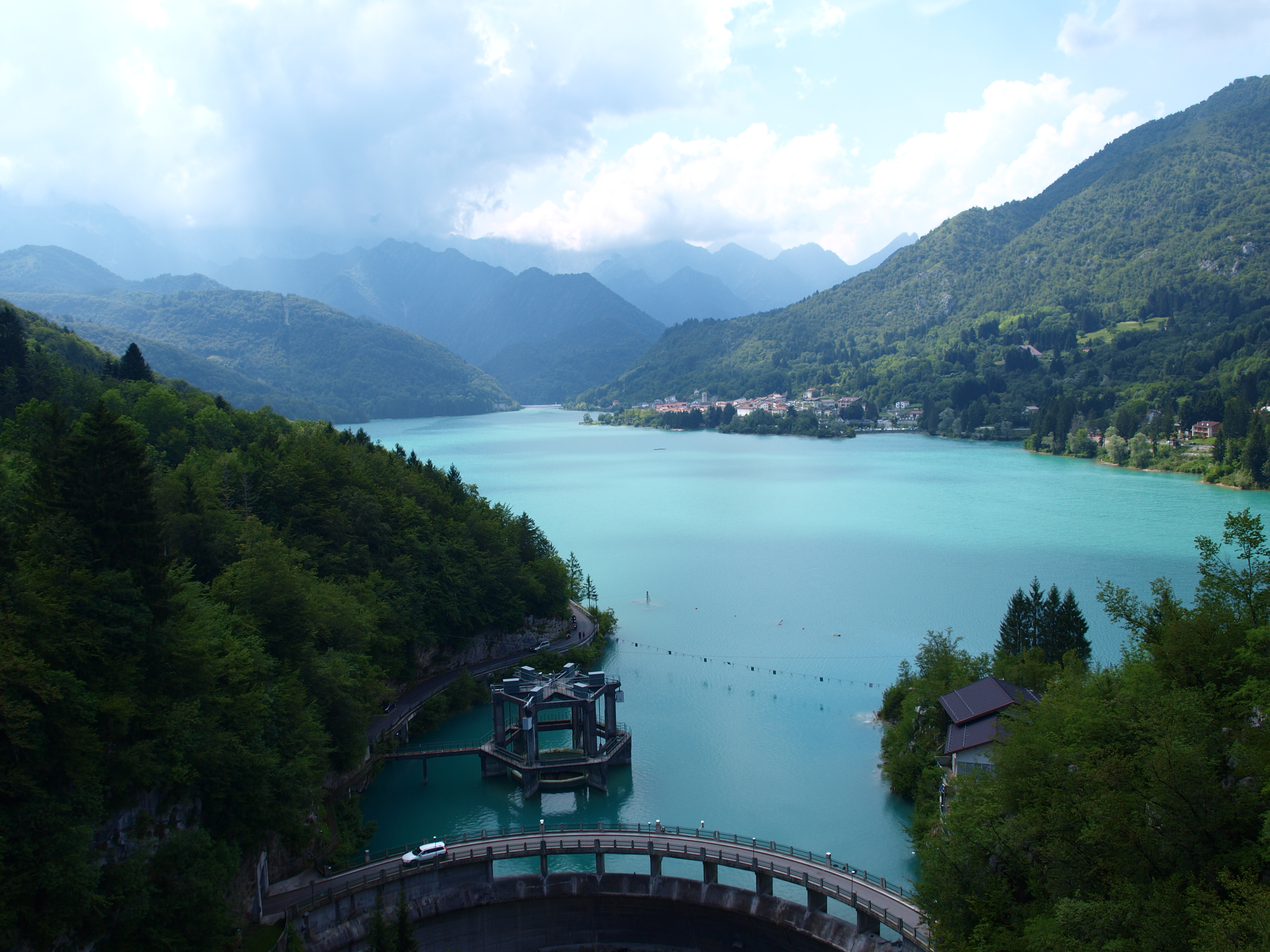

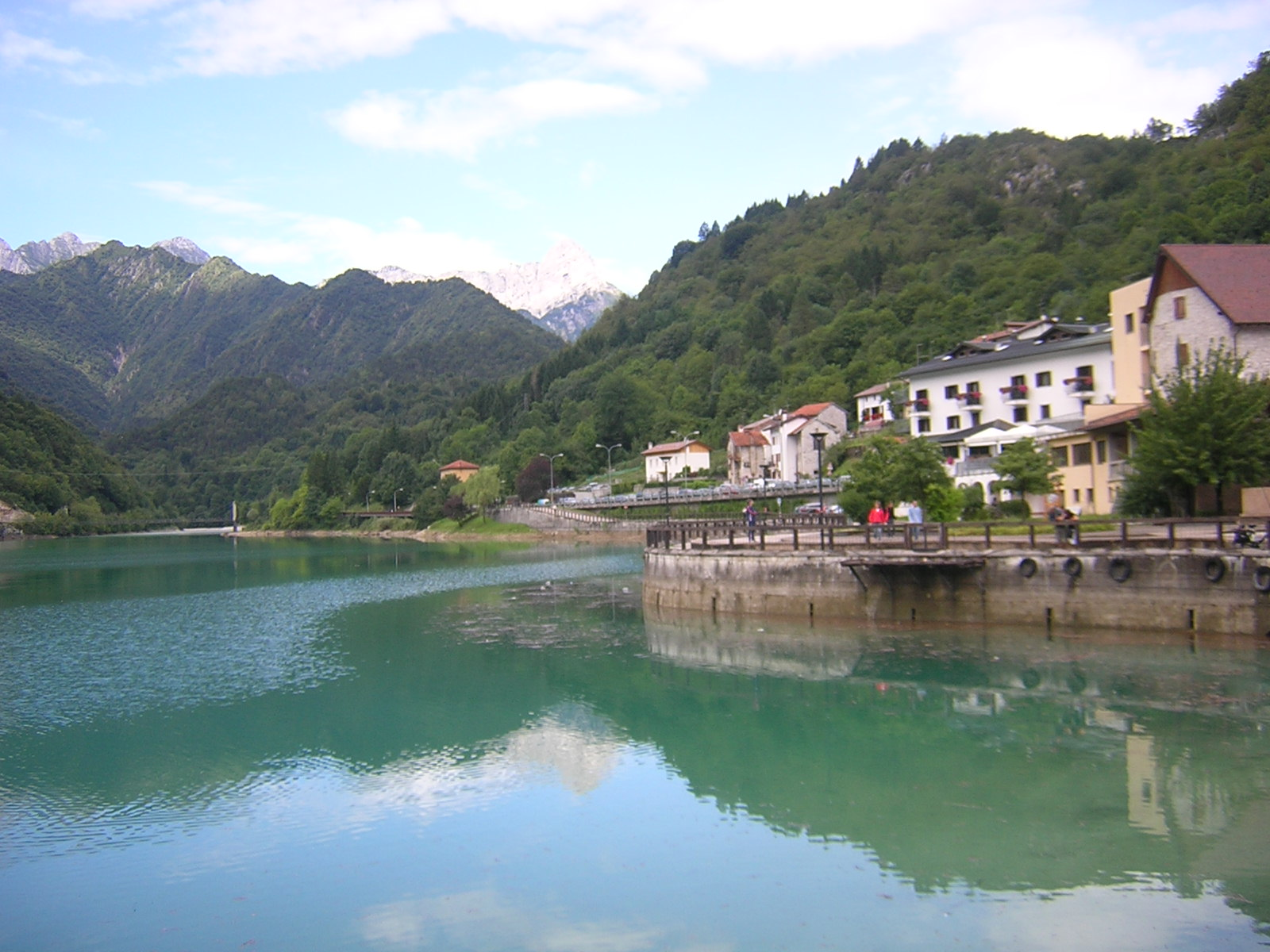

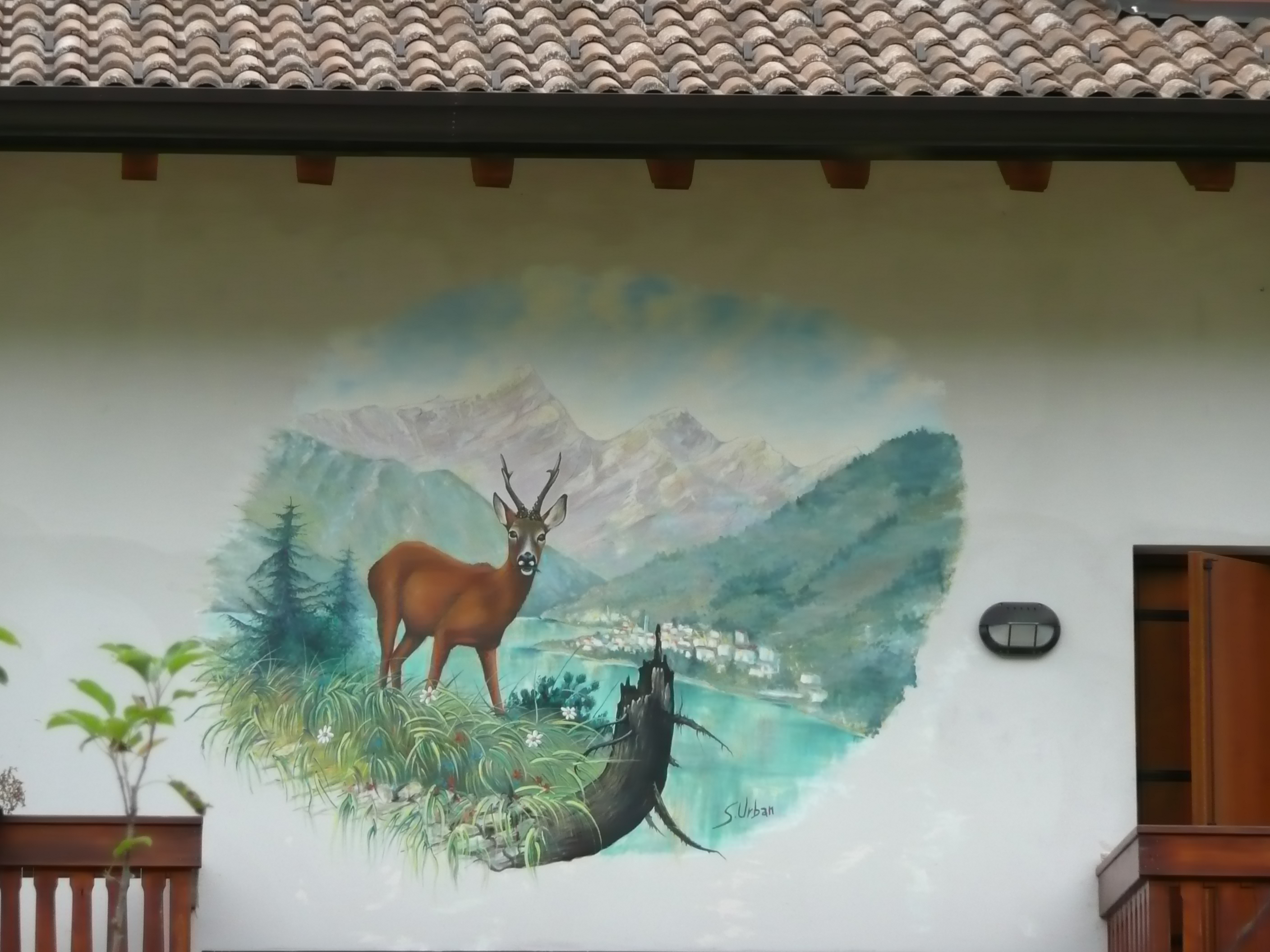

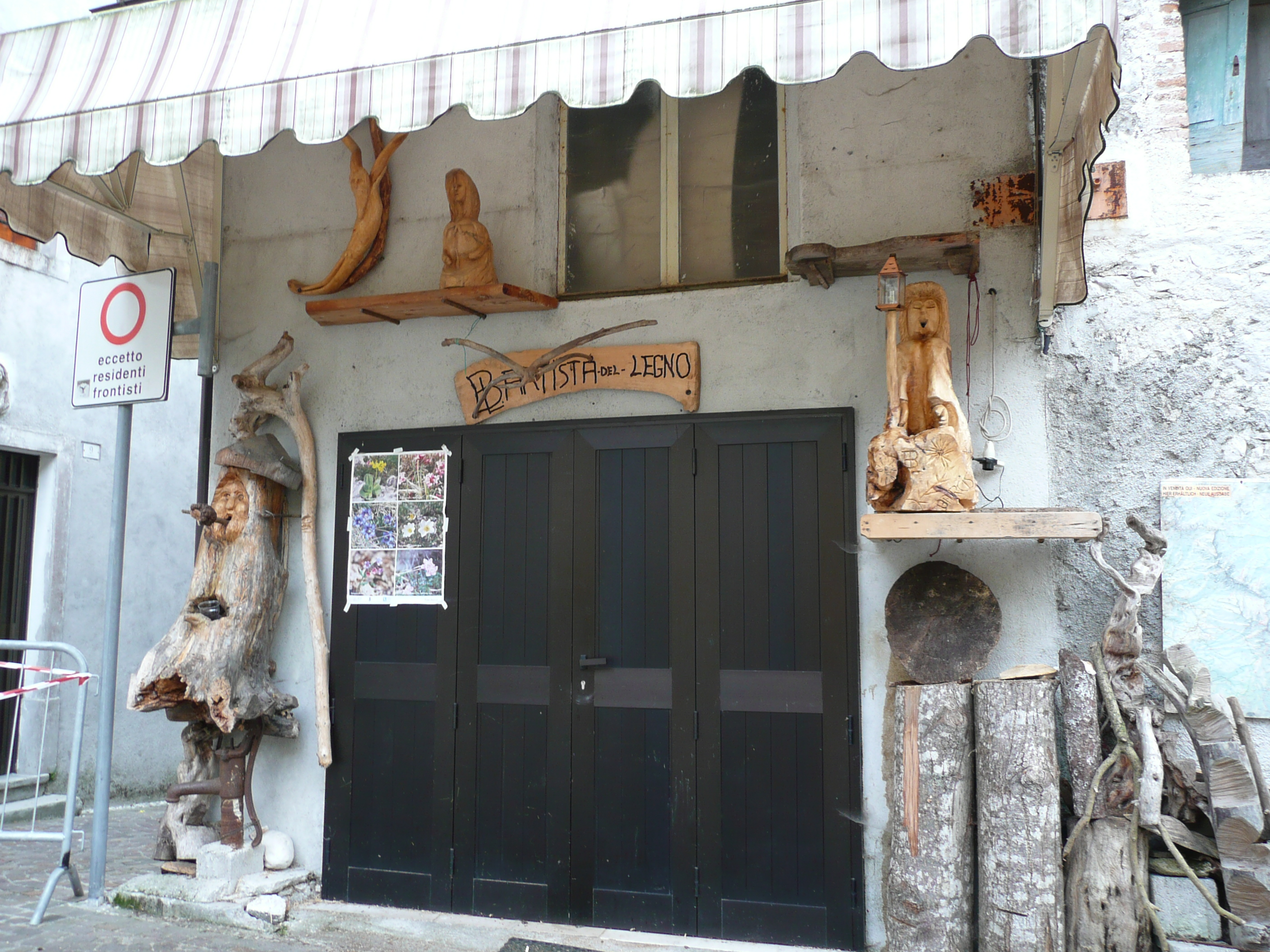

### Sentieri
- Sentiero degli Alpini
- Sentiero del Dint
- Sentiero di Armasio
- Sentiero Grotte vecchia diga
- Sentiero delle Carbonaie
- Sentiero Barcis-Andreis
- Sentiero Casera Molassa
- Strada forestale Portuz-Casera Pala-Vallata
- Strada forestale del Montelonga (Casera Montelonga) e collegamento con Piancavallo
- Sentiero del monte Lupo

### Percorsi
- Giro del lago
- San Daniele del Monte - San Giorgio - San Francesco
- Foresta regionale del Prescudin
- Barcis - Roppe - Molassa - Barcis

## Società

### Evoluzione demografica
Abitanti censiti

### Lingue e dialetti
A Barcis, accanto all'italiano, la popolazione utilizza la lingua friulana. Ai sensi della deliberazione n. 2680 del 3 agosto 2001 della Giunta della Regione Autonoma Friuli-Venezia Giulia, il comune è inserito nell'ambito territoriale di tutela della lingua friulana ai fini della applicazione della legge 482/99, della legge regionale 15/96 e della legge regionale 29/2007.
Quella che si parla a Barcis rientra fra le varianti appartenenti al friulano occidentale.

## Cultura

### Eventi
- Giugno: Barcis motonautica.
- Giugno: La notte di San Giovanni.
- Giugno: Marcia panoramica.
- Luglio: Premio letterario nazionale “Giuseppe Malattia della Vallata”[16].
- Luglio: Campionato di sumo.
- Luglio: Artisti in strada ed ex-tempore di pittura.
- Novembre: Premio "Bruno Cavallini"[17].

## Geografia antropica

### Frazioni
- Arcola
- Armasio
- Cimacosta
- Fontane
- Guata
- Losie
- Mighet
- Molassa
- Pentina
- Pezzeda
- Ponte Antoi
- Portuz
- Predaia
- Ribe
- Roppe
- Vallata

## Amministrazione
| Periodo           | Periodo           | Primo cittadino    | Partito                                     | Carica                  | Note   |
| ----------------- | ----------------- | ------------------ | ------------------------------------------- | ----------------------- | ------ |
| 11 giugno 1985    | 21 marzo 1990     | Maurizio Salvador  | DC                                          | sindaco                 | [ 18 ] |
| 21 marzo 1990     | 24 aprile 1995    | Maurizio Salvador  | DC                                          | sindaco                 | [ 19 ] |
| 24 aprile 1995    | 28 dicembre 1998  | Maurizio Salvador  | PPI                                         | sindaco                 | [ 20 ] |
| 28 dicembre 1998  | 14 giugno 1999    | Tommaso Olivieri   | PPI                                         | sindaco                 | [ 21 ] |
| 18 giugno 1999    | 17 aprile 2000    | Gianfranco Spagnul | -                                           | commissario prefettizio |        |
| 17 aprile 2000    | 23 maggio 2005    | Tommaso Olivieri   | Forza Italia                                | sindaco                 | [ 22 ] |
| 23 maggio 2005    | 18 maggio 2010    | Tommaso Olivieri   | Forza Italia                                | sindaco                 | [ 23 ] |
| 18 maggio 2010    | 31 maggio 2015    | Tommaso Olivieri   | lista civica Continuiamo insieme per Bracis | sindaco                 | [ 24 ] |
| 31 maggio 2015    | 23 settembre 2020 | Claudio Traina     | lista civica Insieme per Barcis             | sindaco                 |        |
| 23 settembre 2020 | in carica         | Claudio Traina     | lista civica Per Barcis                     | sindaco                 |        |